# Diptychophora
Diptychophora és un gènere d'arnes de la família Crambidae.

## Taxonomia
- Diptychophora adspersella (Snellen, 1893)
- Diptychophora calliptera Tams, 1935
- Diptychophora desmoteria (Meyrick, 1931)
- Diptychophora diasticta Gaskin, 1986
- Diptychophora harlequinalis (Barnes & McDunnough, 1914)
- Diptychophora huixtla B. Landry, 1990
- Diptychophora incisalis (Dyar, 1925)
- Diptychophora kuhlweinii Zeller, 1866
- Diptychophora kuphitincta T. P. Lucas, 1898
- Diptychophora lojanalis (Dognin, 1905)
- Diptychophora minimalis Hampson, 1919
- Diptychophora mitis Meyrick, 1931
- Diptychophora muscella Fryer, 1912
- Diptychophora ochrophanes Meyrick, 1931
- Diptychophora powelli B. Landry, 1990
- Diptychophora subazanalis Bleszynski, 1967

## Espècies antigues
- Diptychophora minutalis Hampson, 1893
- Diptychophora strigatalis Hampson, 1900